# Zonsverduistering van 20 april 2023
De zonsverduistering van 20 april 2023 betrof een hybride zonsverduistering die te zien was in delen van Oceanië en Zuidoost-Azië. In gebieden waar de grootste eclips rond zonsopkomst of -ondergang plaatsvond, was maximaal een ringvormige eclips te zien. In andere gebieden maximaal een totale.
In de Benelux vond geen eclips plaats.

## Zichtbaarheid
Een totale eclips kon worden waargenomen in delen van de Noordwestkaap, Barroweiland, Oost-Timor, Damar en de Indonesische provincie Papoea.

### Limieten
| Fenoneem                    | Code | Tijdstip (UTC) |
| --------------------------- | ---- | -------------- |
| Eerste contact bijschaduw   | P1   | 01:34:15,8     |
| Eerste contact kernschaduw  | U1   | 02:36:56,2     |
| Kernschaduw compleet vanaf  | U2   | 02:37:03,0     |
| Bijschaduw compleet vanaf   | P2   | 03:53:12,4     |
| Maximum eclips              | GE   | 04:16:37,5     |
| Bijschaduw compleet t/m     | P3   | 04:40:30,7     |
| Kernschaduw compleet t/m    | U3   | 05:56:23,1     |
| Laatste contact kernschaduw | U4   | 05:56:35,2     |
| Laatste contact bijschaduw  | P4   | 06:59:13,5     |

## Afbeeldingen

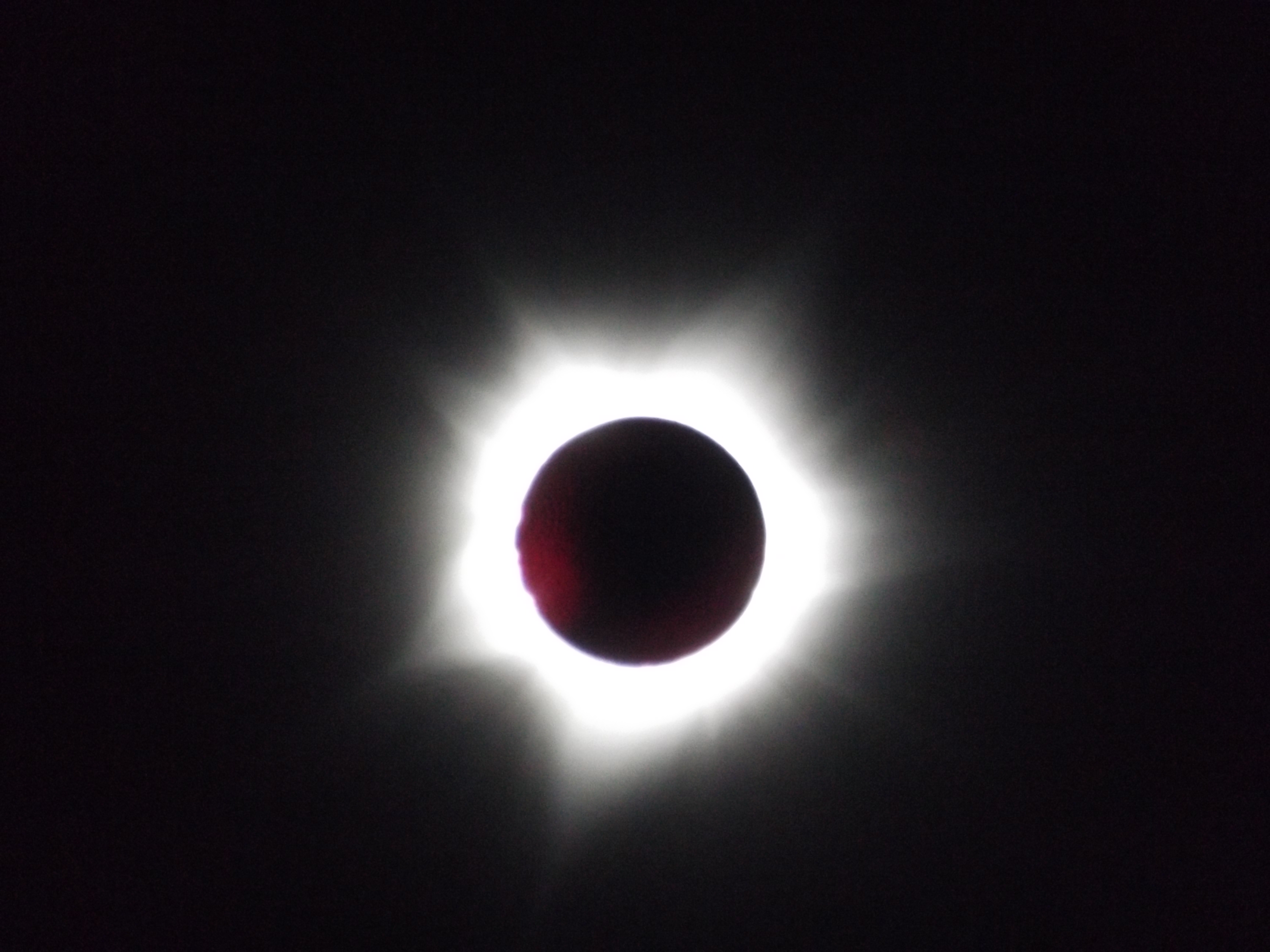
Totaliteit in Exmouth, Australië
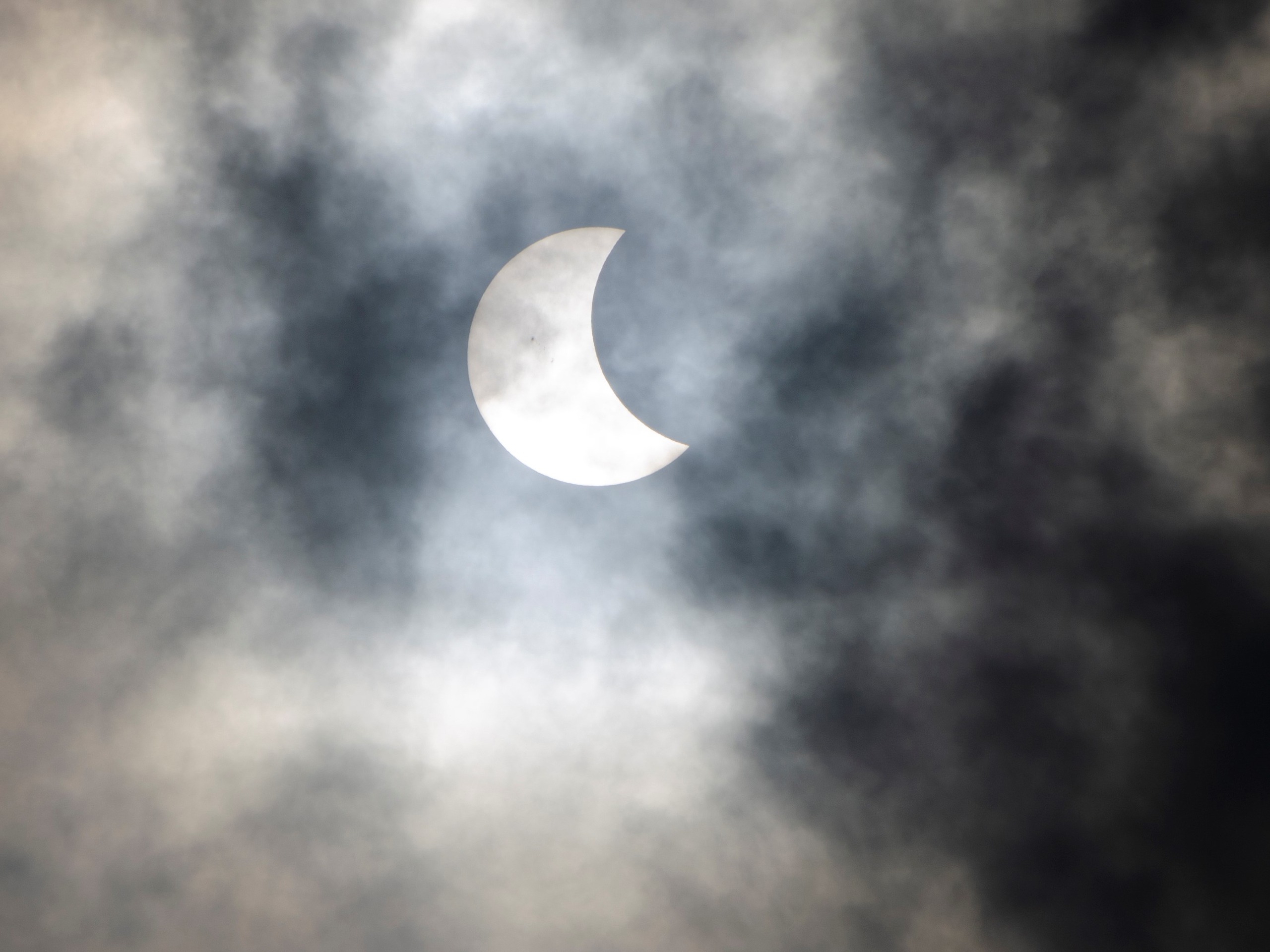
Gedeeltelijke in Jakarta
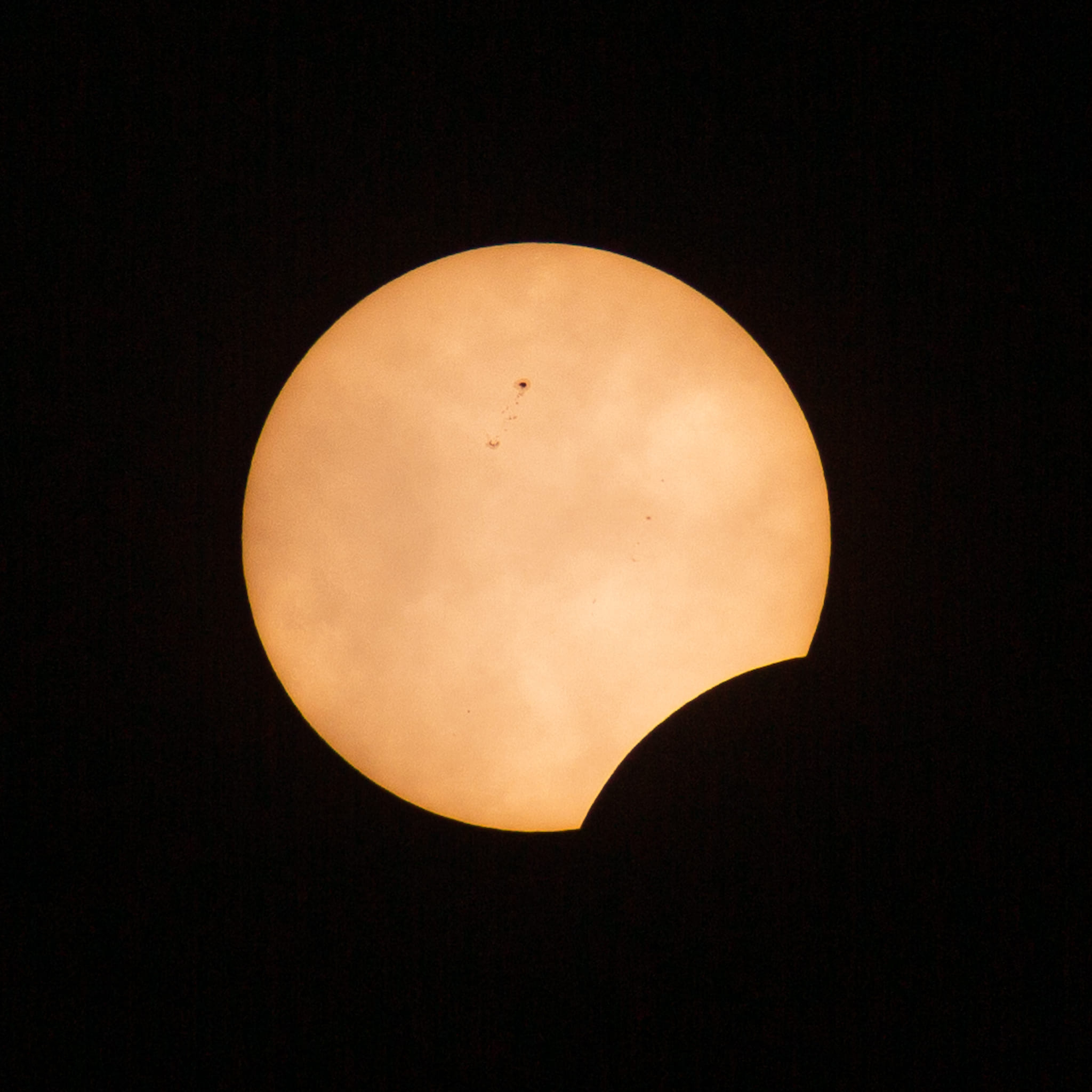
Gedeeltelijke in Ho Chi Minhstad